# MBT-80
FV4601 MBT-80 (сокр. от fighting vehicle 4601 main battle tank for the 80s’, с англ. — «Боевая машина 4601 — основной боевой танк 1980-х») — проект британского основного боевого танка (ОБТ) третьего поколения, создавался для замены в бронетанковых частях ОБТ FV 4201 Chieftain в рамках программы перевооружения и переоснащения парка бронетехники Армии Великобритании, а также для экспорта за рубеж. 
Программа научно-исследовательских и опытно-конструкторских работ осуществлялась в 1976—1980 годы по заказу Генерального штаба Вооружённых сил Великобритании. Заказ на производство предусматривал поставку в армию около тысячи машин. Проект был отклонён Армейским комитетом (заказчиком) в 1980 году, выбор был сделан в пользу танка FV4030/4 Challenger.

## Конструкция
Танк MBT-80 создавался с целью противостоять всем действующим и перспективным угрозам со стороны бронетанковых сил стран Варшавского договора. Для этого планировалось оснастить MBT-80 новой нарезной 120 мм пушкой EXP-28M1, передовой комбинированной многослойной бронёй и ходовой частью, обеспечивающей увеличение подвижности танка. Планировался для замены танка «Чифтен» - основного танка вооружённых сил Великобритании. 
Другими отличительными особенностями проекта являлись: использование трансмиссии TN-38 компании David Brown Gear Industries, стабилизированного командирского панорамного прицела Sperry/Vickers и новейшей электронной аппаратуры на базе микропроцессоров Ferranti F100-L.

### Броневая защита

#### Предпосылки
Прототипы американского XM1, оснащённого бронёй Чобхэм британской разработки, были собраны в 1976 году. После их тщательного их изучения британскими специалистами у последних появился ряд вопросов. Особое внимание было обращено на 105-мм пушку, которая, по их мнению, не обладала способностью поражать новейшие советские танки на больших дистанциях стрельбы, что являлось предпочтительным требованием британского танкостроения. Кроме того бронирование XM1 предназначалось и было рассчитано на защиту от 115-мм оперённых подкалиберных снарядов (БОПС), либо от 125-мм кумулятивных снарядов, но было неспособно выдержать поражение 125-мм БОПС на приемлемых дальностях.
Планировалось, что новый проект будет основываться на работах, уже выполненных Military Vehicles and Engineering Establishment (MVEE) в 1968 году. Тогда был изготовлен прототип танка с необитаемой башней. Затем в 1978 году последовал другой прототип, оснащенный броней Chobham. Последний под обозначением FV4211 базировался на конструкции Chieftain.
При проектировании концептуально рассматривались три уровня бронезащиты танка MBT-80. Три уровня защиты башни по БПС (эквиваленты по стали): 430, 480 и 540 мм. У корпуса (ВЛД) – 430 мм. При боевой массе 54,8 т: лоб башни/лоб корпуса 430/430 мм, что примерно соответствует уровню Т-64А с дополнительной плитой на ВЛД. При боевой массе 63,6 т: лоб башни/лоб корпуса 480/430 мм. При боевой массе 67,3 т: лоб башни/лоб корпуса 540/430 мм, что примерно соответствует уровню бронирования Т-72Б. 

## Задействованные структуры
В работе над проектом MBT-80 участвовали следующие предприятия:
Частный сектор
- Генеральный негосударственный подрядчик работ по проекту — Rolls-Royce Ltd;
- Двигательная установка — AVCO и Lycoming Turbine Engine Division (исходно и до июля 1979 г.) Rolls-Royce Military Engine Division (после смены субподрядчика в июле 1979 г. и до закрытия проекта);
- Агрегат турбонаддува — Holset Engineering Company Ltd (для двигателей производства Rolls-Royce Motors);
- Подвеска — Dunlop Suspension Division;
- Трансмиссия — David Brown Gear Industries Ltd;
- Бортовое электронное оборудование — Ferranti Semiconductor Ltd;
- Оптические приборы и прицельные приспособления — Millennium Equipment Ltd (MEL), Sperry Gyroscope Company и Vickers, Inc.;
- Система вентиляции — Airscrew Howden Ltd;
- Курсовой пулемёт — Hughes Aircraft Company (рассматривалась в качестве потенциального субподрядчика).

Государственный сектор
- Танковая пушка и боеприпасы к ней — Royal Armament Research and Development Establishment (RARDE);
- Серийное производство и сборка — Royal Ordnance Factory (ROF) Leeds.

## Ход проекта
Работы над проектом в рамках национальной программы начались вскоре после отмены в 1976 году совместного англо-германского проекта создания нового основного танка KPz 70 (сокр. от нем. Kampfpanzer 70). Исходно, проект MBT-80 также носил международный характер, по мере развития смещаясь ко всё более национальному варианту, от международных заказов в сторону выбора британских производителей, так например, на начальном этапе проектирования рассматривались варианты заказа американского или западногерманского двигателя, после первоначальных поисков было решено установить на танк газотурбинный двигатель Avco-Lycoming AGT-1500, однако, впоследствии выбор был сделан в пользу турбодизельного Rolls-Royce Condor V-12, разработанного специально для нового ОБТ. 
Корпус танка комбинированный, выполнен из стали и алюминиевого сплава, на который навешивались блоки брони «Чобхэм». Башня, выполненная по «виндзорской» схеме, была изготовлена из высокопрочной стали.
Постановка нового танка MBT-80 на вооружение была запланирована на 1980 год, замещение парка устаревших машин до начала 1990-х годов. Танк предполагалось оснастить тогда же разработанной комбинированной бронёй Чобхэм (англ. Chobham armour), которая обеспечивала более высокую степень броневой защиты в сравнении с традиционными вариантами бронирования, что означало, что MBT-80 будет иметь гораздо более высокие бронезащиту и ходовые качества, нежели «Чифтэн».
Аргументом в пользу производства MBT-80 была необходимость загрузки работой государственных военно-промышленных предприятий, в первую очередь Королевского оружейного завода в г. Лидс, находившегося под угрозой закрытия, для которого в связи с программой запуска в серийное производство MBT-80 открывались хорошие перспективы организации производства и загрузки производственных мощностей. Другим важным соображением в пользу продолжения работ над MBT-80, был отказ Иранского правительства от закупки разрабатывавшегося на экспорт специально для Иранской имперской армии танка FV 4030/3 Shir 2 (фактически являвшегося экспортным вариантом MBT-80) в результате Иранской революции 1979 года и смены политического режима, был снят с повестки дня вопрос британо-иранского военно-технического сотрудничества.
Затянувшееся ожидание ввода в строй и начала серийного производства MBT-80 не позволило провести реорганизационные мероприятия в батальонно-полковом звене, которые заключались в том, чтобы методом доукомплектования бронетехникой (преимущественно ОБТ) перевести на новые штаты существующие бронетанковые разведывательные полки (armoured reconnaissance regiments), сделав их просто бронетанковыми полками (armoured regiments). Несмотря на это, Кабинет министров под председательством Маргарет Тэтчер с самого начала своего срока правления оказывал широкую поддержку проекту MBT-80. В частности, отмечалось:

Правительство подчёркивает величайшее значение своевременной постановки на вооружение Армии [Великобритании] нового основного боевого танка MBT-80, который остаётся приоритетом номер один в очереди на постановку в строй новых образцов вооружения и военной техники, [разработчикам] удалось достигнуть значительных успехов в части формулирования основных положений проекта.
Оригинальный текст (англ.)The Government attach the greatest importance to the timely introduction of the Army’s new main battle tank MBT-80, which remains its first priority equipment, and good progress is being made with the project definition.
— Государственный министр при Министерстве обороны Великобритании Дональд Эуан Палмер Говард, 4-й барон Страткона и Маунт-Ройал
Тем не менее, ввиду роста стоимости проекта по сравнению с исходно заявленной, а также производственных трудностей и проволочек бюрократического характера, связанных с постановкой танка на вооружение, к 1980 г. поддержка проекта сошла на «нет» и уже начиная с апреля 1980 года название проекта не фигурирует в официальных изданиях Министерства обороны Великобритании

## Производственный план
Предварительный производственный план компании «Роллс-Ройс», Королевского оружейного завода и предприятий-субподрядчиков предполагал поставку Министерству обороны Великобритании 1000 танков (общая сумма возможного контракта не разглашалась), 1200 танковых турбодизельных двигателей «Кондор» и запчастей к ним на сумму свыше £70 млн, а также 1000 коробок передач на сумму около £50 млн. Помимо основного заказа от британского правительства предполагалось изготовление в период с 1980 по 2000 гг. 1800 двигателей для различных британских сателлитов, — всего предполагалось изготовить около 3000 танковых турбодизелей «Кондор».

## Экземпляры
Посмотреть сохранившийся образец танка можно по адресу: 50°41′43″ с. ш. 2°14′27″ з. д.
- Первая модель (ATR1) была приобретена частным лицом с аукциона и хранится в частной коллекции;
- Вторая модель (ATR2) была передана в качестве музейного экспоната в Танковом музее близ военной базы Бовингтон, графство Дорсет, где находится на хранении в резервном фонде под открытым небом и доступна для посещения посетителями.